# Paulo Emilio Silva Azevedo
Paulo Emilio Silva Azevedo, genannt Paulo Emilio (* 14. Dezember 1969 in Salvador da Bahia) ist ein ehemaliger brasilianischer Beachvolleyballspieler.

## Karriere
Paulo Emilio begann seine internationale Karriere 1991 mit Paulão. Das Duo gewann 1992/93 die Open-Turniere in Lignano Sabbiadoro und Enoshima. Während eines Intermezzos mit Zé Marco erreichte Paulo Emilio unter anderem einen dritten Platz vor heimischem Publikum in Rio de Janeiro. 1997 gewannen Paulão und Paulo Emilio die Alanya Open. Anschließend traten sie bei der ersten Weltmeisterschaft in Los Angeles an und gewannen die Bronzemedaille.
Bei der WM 1999 konnte Paulo Emilio mit seinem neuen Mitspieler Fred den Erfolg nicht bestätigen und kam auf Platz 41. 2002 und 2003 spielte der in Salvador da Bahia geborene Sportler wieder mit seinem ehemaligen Partner Paulão zusammen und wurde unter anderem noch Fünfter in Fortaleza sowie Neunter bei den Grand Slams in Berlin und Marseille. Im gleichen Jahr gewannen Luizao Correa und Paulo Emilio die Silbermedaille bei den Panamerikanischen Spielen von Santo Domingo. Die Weltmeisterschaft in Rio de Janeiro endete für ihn und Fábio Luiz Magalhães in der ersten Hauptrunde mit einer Niederlage gegen ihre Landsleute Harley und Franco.
In der folgenden Saison wurden die beiden Brasilianer Dritte und Fünfte bei den Open auf Mallorca und in Rio de Janeiro. 2005 erreichten Paulo Emilio und sein neuer Partner Neilton Santos bei Challenger & Satellite Veranstaltungen der FIVB noch drei Mal einen fünften Platz und den Bronzerang in Lausanne. Am Ende des Jahres beendete Paulo Emilio seine Karriere.